# 한만희
한만희(韓晩喜, 1956년 9월 2일 ~ )는 대한민국의 공무원을 지낸 대학 교수이다.

## 주요 이력

### 어린 시절
충청남도 청양에서 출생하여 지난날 한때 충청남도 연기에서 잠시 유아기를 보낸 적이 있는 그는 충청남도 대전에서 성장하였다.

### 학력
- 대전고등학교
- 연세대학교 경영학 학사
- 연세대학교 행정대학원 행정학 석사
- 버밍엄대학교 대학원 도시지역계획학과 행정학 박사

### 경력
- 1980: 제23회 행정고시 합격
- 2000.06: 건설교통부 토지정책과장
- 2001.05: 건설교통부 주택정책과장
- 2002.02: 한양대학교 겸임교수
- 2002.08: 건설교통부 건설경제과장
- 2003.08: 국민임대주택건설지원단장
- 2005.04: 건설경제심의관
- 2007.10: 건설교통부 혁신정책조정관
- 2008.03: 국토해양부 국토정책국장
- 2009.01 ~ 2010.08: 국토해양부 주택토지실장
- 2010.08 ~ 2011.05: 행정중심복합도시건설청장
- 2011.05 ~ 2013.03: 국토해양부 제1차관
- 2013.08 ~ 2018: 서울시립대학교 국제도시과학대학원장
- 2013 ~ 2021: 서울시립대학교 국제도시과학대학원 교수
- 주거복지학회 이사
- 2017.07 ~ 2019.07: (사) 아가포럼 공동대표
- (사) 교통문화포럼 회장
- (사) 스마트도시건축학회 회장
- 2019.03 ~ : 유진투자증권 사외이사
  - 유진투자증권 임원후보추천위원회 위원
  - 유진투자증권 감사위원회 위원
  - 유진투자증권 리스크관리위원회 위원장
  - 유진투자증권 보수위원회 위원
  - 유진투자증권 집행위원회 위원
- 2021.09 ~ 2022.03 : 서울시립대학교 대외협력부총장
- 2021 ~ 2024: 신한자산신탁 사외이사
- 2022.03 ~ : 서울시립대학교 국제도시과학대학원 명예교수
- 2024.03 ~ 2024.09: CJ대한통운 사외이사 겸 감사위원
- 2024.09 ~ : 해외건설협회 회장

## 수상 내역
- 1989년: 건설부장관 표칭
- 1990년: 대통령 표창
- 1994년: 건설부장관 표창, 대통령 표창

| 전임 정진철 | 제4대 행정중심복합도시건설청장 2010년 8월 14일 ~ 2011년 5월 16일 | 후임 최민호 |

| 전임 정창수 | 제3대 국토해양부 제1차관 2011년 5월 18일 ~ 2013년 3월 13일 | 후임 박기풍(국토교통부 제1차관) 여형구(국토교통부 제2차관) |